# Peter Fuss
Peter Fuss (* 1932 in Berlin) ist ein amerikanischer Philosoph. 1939 emigrierte er mit seinen Eltern in die Vereinigten Staaten. Seit 1969 bis zu seiner Emeritierung war er Professor für Philosophie an der University of Missouri in St. Louis.

## Leben
Peter Fuss wurde 1932 in Berlin geboren; gerade noch rechtzeitig konnten seine Eltern mit ihm 1939 in die USA emigrieren. Er wuchs zunächst in New York auf, schloss die Harvard University mit dem PhD ab, lehrte als Lecturer für Philosophie von 1961 bis 1969 an der University of California in Riverside und war seit 1969 bis zu seiner Emeritierung Professor für Philosophie an der University of Missouri in St. Louis.
Mit seinen philosophischen Arbeiten knüpft Peter Fuss an die Traditionen der klassischen deutschen Philosophie und der Kritischen Theorie an, verbindet diese aber mit amerikanischen Traditionen politischen und spekulativen Denkens. Er gehört zu den führenden Interpreten des Deutschen Idealismus – vor allem Hegels – in den Vereinigten Staaten. In einem längerfristig angelegten Forschungsprojekt bereitet Peter Fuss eine erneute, philosophisch fundierte Übersetzung von G. W. F. Hegels Phänomenologie des Geistes ins Englische vor. Neben vielen anderen Gasteinladungen nahm er 1987 die Franz-Rosenzweig-Gastprofessur an der Universität Kassel wahr.

## Schriften (Auswahl)
- The Moral Philosophy of Josiah Royce, Harvard 1965.
- "Hannah Arendt's Conception of Political Community", in: Idealistic Studies III, 3 (1973).
- "Some Perplexities in Nietzsche", in: Dialogues in Phenomenology, Hague 1975.
- "Theory and Practice in Hegel and Marx: An Unfinished Dialogue", in: Political Theory and Praxis: New Perspectives, Minneapolis 1977.
- "Royce's on the Concept of Self: An Historical and Critical Perspective", in: American Philosophy from Edwards to Quine, Oklahoma 1977.
- "Becoming What You Are: Some Paradoxes in Modern Conceptions of the Self", in: Essays in Honor of W. Werkmeister, Florida 1981.
- "Spontaneity as Praxis: Towards an Intellectual Biography of Ulrich Sonnemann", in: Gottfried Heinemann und Wolfdietrich Schmied-Kowarzik (Hg.), Sabotage des Schicksals. Für Ulrich Sonnemann, Tübingen 1982.
- "The Two-in-One; Self-Identity in Thought, Conscience, and Judgement", in: Idealistic Studies, XVIII, 3 (1988).
- "But of Course the Rational is the Actual and the Other Way Around", in: Contemporary Social Thought, ed. O.A. Robinson and Joseph Bien, Armstrong 1989.
- "Kant's Teleology of Nature", in: Proceedings of the Fifteenth European Studies Conference (1991).
- “Passion and the Genesis of Self-Consciousness”, in: Publications of the Missouri Philological Association, XVII (1992).
- “’Oldsmobil’ - ein echter Amerikaner aus Berlin” sowie “Absolutheitsbegriffe und -erfahrungen in ihrer emanzipatorischen Fähigkeit”, beide in: Wolfdietrich Schmied-Kowarzik (Hg.), Vergegenwärtigungen des zerstörten jüdischen Erbes. Franz-Rosenzweig-Gastvorlesungen Kassel 1987–1998, Kassel 1997.